# Пожарный самолёт
Пожарный самолёт — самолёт, предназначенный для тушения пожаров путём водной бомбардировки — сброса воды с борта самолёта на пожар.

## Известные модели
- Bombardier 415
- Бе-200
- Martin Mars
- Ил-76 (оборудованный под тушение пожаров, используется в Авиации МЧС России)
- Ан-32 (оборудованный под тушение пожаров)

## Преимущества
Пожарный самолёт способен:
- сравнительно быстро прибыть в зону подлежащего тушению пожара (особенно это характерно для реактивных пожарных самолётов), взлетев с ближайшей авиабазы;
- за несколько секунд вылить на зону пожара тонны воды или иного огнетушащего вещества.
- тушить пожар на территориях, доступных только с воздуха, при том на довольно большой площади.

В дополнение к этому пожарный гидросамолёт (напр. самолёт-амфибия) способен дозаправляться водой, используя ближайший подходящий водоём (достаточно крупную реку или озеро), сокращая таким образом интервал между боевыми вылетами и улетая на авиабазу лишь для дозаправки топливом или дозаправиться топливом в воздухе от самолёта-заправщика по пути следования к водоёму для дозаправки водой после очередного вылета.

## Недостатки
- Относительно длинный интервал между боевыми вылетами (особенно для сухопутных пожарных самолётов),
- Дороговизна эксплуатации — пожарные самолёты выгодно использовать только тогда, когда подлежащий тушению пожар наносит или способен нанести ущерб равный или превышающий стоимость одного или нескольких боевых вылетов.
- Большая площадь разброса огнетушащего вещества (чаще всего воды) — по этой причине пожарные самолёты рационально использовать для тушения пожаров только на сравнительно больших площадях (в частности: лесные и степные пожары, крупные пожары на нефтепромыслах и нефтезаводах и в угольных разрезах).

## Применение
Так как пожарный самолёт в силу своих тактико-технических характеристик распыляет сбрасываемую воду на площади вдоль трассы боевого курса (ширина и длина орошаемой зоны зависят соответственно от скорости и высоты пролета), то практически всегда пожарные самолёты применяются для площадного тушения пожаров, охватывающих достаточно большие площади (в частности: лесные, степные, на нефтекомбинатах).
В начале 1970х годов было установлено, что в ходе крупных пожаров гaзообразные продукты горения вместе с воздухом вытесняются наверх напором тяжелого холодного воздуха из окружающей атмосферы. В результате, образуется конвективная струя, и пожар усиливается, а струя, в свою очередь, становится более мощной, усиливает тягу и приток окружающего воздуха к пожару. При этом, ветер у земли стихает, а на высоте около 200 метров усиливается. В результате, в правила тушения пожаров с использованием пожарной авиации и правила полёта авиатехники над очагами пожаров были внесены уточнения.